# Họ Cá đạm bì
Họ Cá đạm bì (danh pháp khoa học: Pseudochromidae), là một họ cá biển trước đây được xếp vào bộ Cá vược, nhưng gần đây đã được xem xét lại và xếp vị trí "không chắc chắn" (incertae sedis) của loạt Ovalentaria, một nhánh của nhóm Percomorpha (nhóm cá dạng cá vược). Có ít nhất 152 loài cá trong 24 chi thuộc họ này.

## Tên gọi
Danh pháp của họ cá này, Pseudochromidae, được ghép từ 2 âm tiết trong tiếng Hy Lạp: ψευδής (pseudḗs, "giả", "sai khác") và χρόμις (khrómis, một loài cá chưa xác định, có lẽ là tương tự như cá vược). Danh pháp Chromidae có thể là đồng nghĩa của Pomacentridae hoặc Cichlidae, trong khi các danh pháp Chromis và Chrominae tương ứng là chi và phân họ trong họ Pomacentridae.

## Phân bố và môi trường sống
Pseudochromidae phân bố ở các vùng biển nhiệt đới và cận nhiệt đới thuộc khu vực Ấn Độ Dương-Thái Bình Dương, hiếm khi được tìm thấy ở những vùng nước lợ. Chúng thường sống tập trung ở nơi có nhiều rạn san hô hoặc núp trong những khe đá ngầm.

## Mô tả
Hầu hết các thành viên trong họ Pseudochromidae đều có kích thước nhỏ (dưới 10 cm), có loài dài chưa được 2 cm. Tuy nhiên, loài có kích thước lớn nhất của Pseudochromidae được biết tới nay là loài Congrogadus subducens, với chiều dài của thân là khoảng 45 cm. Pseudochromidae thường có nhiều màu sắc sặc sỡ; nhiều loài có thể thay đổi màu sắc khi di chuyển đến nơi khác. Pseudochromidae là các loài dị hình giới tính rõ rệt, có thể phân biệt qua màu sắc trên cơ thể.
Pseudochromidae có cơ quan đường bên không hoàn thiện, là một đặc điểm phân biệt chúng với các họ cá khác. Vây bụng có thể vắng mặt ở một số loài, có một ngạnh với khoảng 3 - 5 vây tia. Vây lưng có 21 - 37 vây tia mềm, trong khi vây hậu môn có 13 - 21 vây tia mềm.
Thức ăn của Pseudochromidae chủ yếu là rong tảo, những loài cá nhỏ hơn và động vật giáp xác. Cá đực có trách nhiệm bảo vệ bọc trứng được gửi bởi cá cái cho đến khi trứng nở sau khoảng một tuần. Một số loài có tập tính ấp trứng bằng miệng.

## Các chi[1]

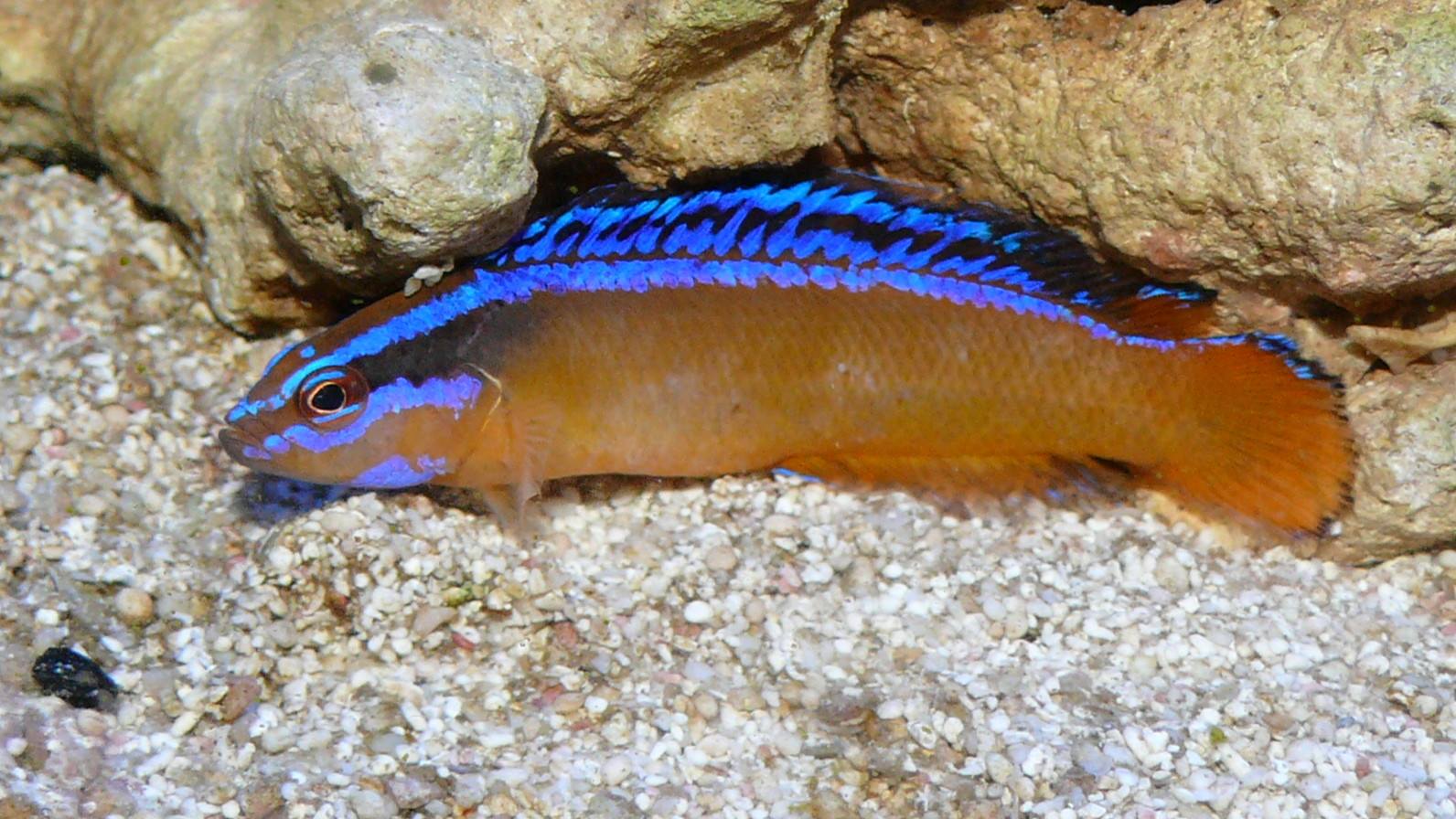
Pseudochromis aldabraensis

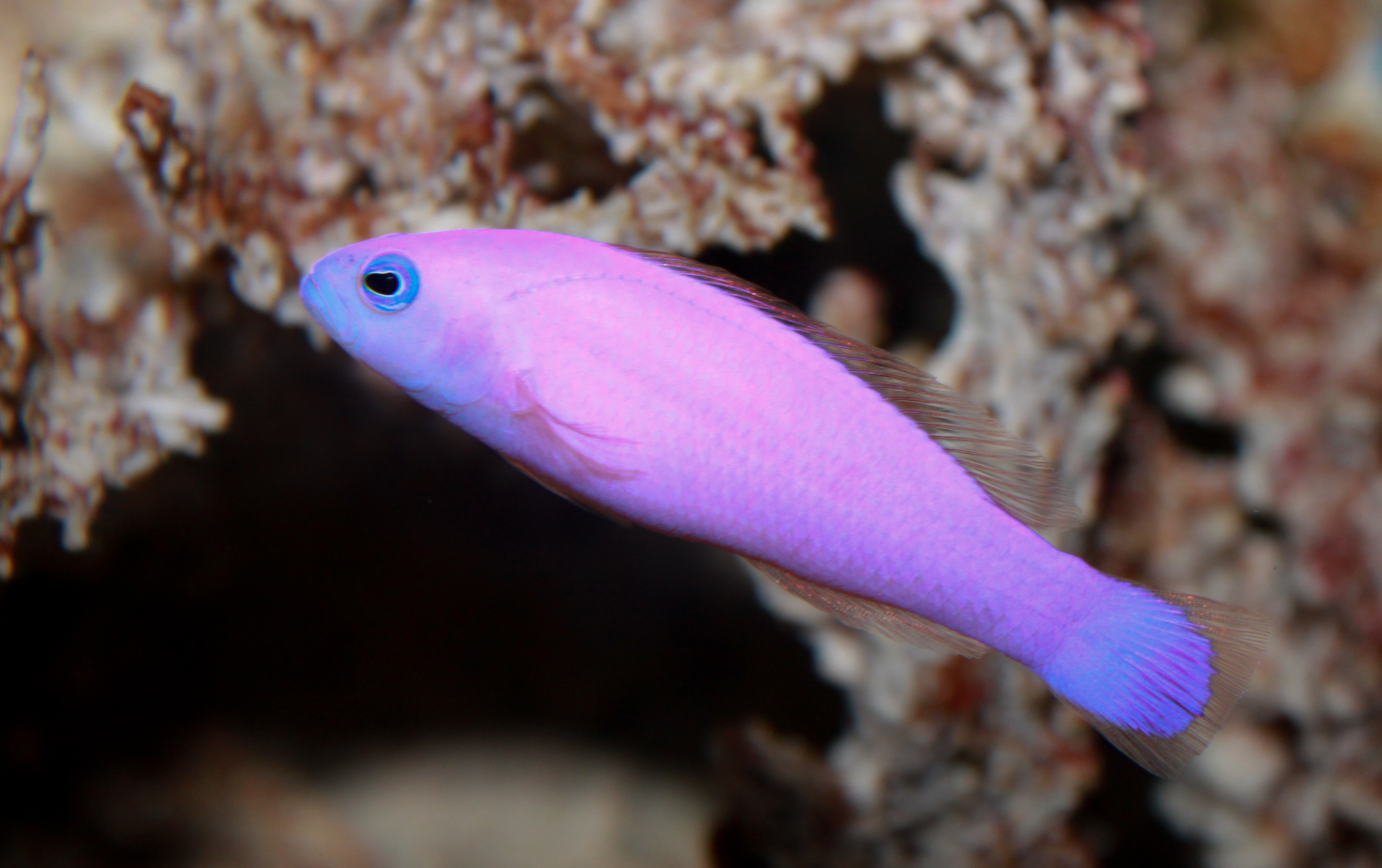
Pictichromis porphyrea

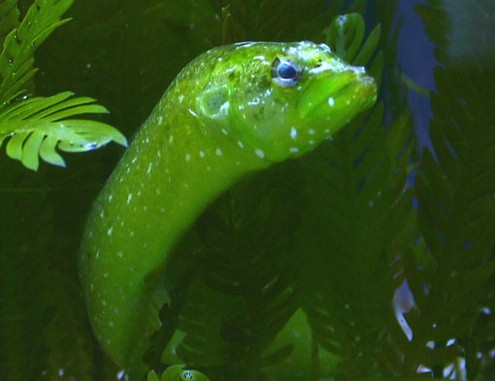
Congrogadus subducens

- Phân họ Anisochrominae: 1 chi, 3 loài
  - Anisochromis
- Phân họ Congrogadinae: 8 chi, 24 loài
  - Blennodesmus
  - Congrogadus
  - Halidesmus
  - Halimuraena
  - Halimuraenoides
  - Haliophis
  - Natalichthys
  - Rusichthys
- Phân họ Pseudochrominae: 10 chi, 98 loài.
  - Assiculoides. Đôi khi tách thành phân họ Assiculoidinae.
  - Assiculus. Đôi khi tách thành phân họ Assiculinae.
  - Cypho
  - Labracinus
  - Manonichthys
  - Ogilbyina
  - Oxycercichthys
  - Pholidochromis
  - Pictichromis
  - Pseudochromis
- Phân họ Pseudoplesiopinae: 5 chi, 27 loài.
  - Amsichthys
  - Chlidichthys
  - Lubbockichthys
  - Pectinochromis
  - Pseudoplesiops